# Іван Карпенко-Карий
Іва́н Ка́рпович Карпе́нко-Ка́рий (справжнє прізвище — Тобілевич; 17 (29) вересня 1845, Арсенівка, Бобринецького повіту, Херсонської губернії, тепер Новомиргородський район, Кіровоградська область — 2 (15) вересня 1907, Берлін) — український письменник, драматург, актор, ерудит, один з корифеїв українського побутового театру.
Брат Миколи Садовського, Панаса Саксаганського та Марії Садовської-Барілотті.

## Життєпис

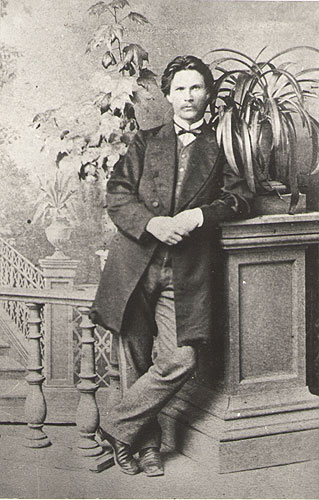
Іван Тобілевич, 1867 р.

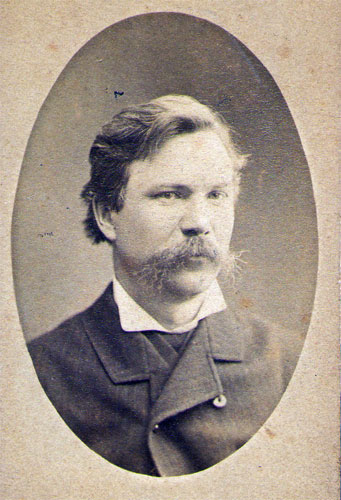
Іван Карпенко-Карий, 1883 р.

Справжнє ім'я — Іван Карпович Тобілевич (псевдонім Карпенко-Карий поєднує в собі ім'я батька та улюбленого літературного персонажа Гната Карого — героя п'єси Т. Шевченка «Назар Стодоля»).

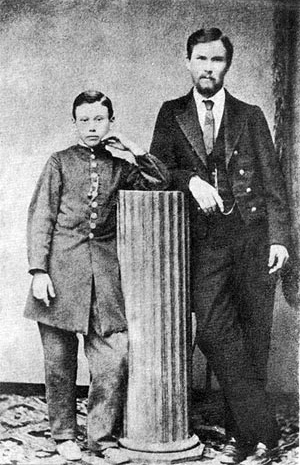
Іван Тобілевич з братом Миколою, учнем Херсонської гімназії. 1868 р.

Народився у родині дрібного шляхтича Карпа Тобілевича гербу Тривдар, управителя поміщицького маєтку.
Навчався у Бобринецькому повітовому училищі, з 1859 року працював писарчуком станового пристава у містечку Мала Виска, пізніше — канцеляристом міської управи.
1864 року — на службі в повітовому суді.
1865 року переїхав до Єлисаветграда, де працював столоначальником повітового поліцейського управління. За час служби отримав прізвисько «дивний поліцейський» через те що він не лаявся по-московськи та зовсім не брав хабарів.
Брав участь в аматорських виставах О. Тарковського, публікував літературно-критичні статті, став членом нелегального народовольського гуртка Опанаса Михалевича.
1870 року одружився з Надією Тарковською. Як посаг отримав родинний хутір Тарковських. Надія Карлівна в шлюбі народила семеро дітей.
1881 року втратив дружину Надію, наступного року померла дочка Галина.
1883 року в альманасі «Рада» надрукував оповідання «Новобранець», підписане псевдонімом Гнат Карий.
1883 року одружився з Софією Дітковською, хористкою трупи М. Старицького.
У 1883 владі донесли, що Іван Тобілевич дав притулок Олександру та Софії Русовим та видавав їм фальшиві паспорти. Тоді жандарми звернули увагу, на те що багато паспортів нелегалам-народовольцям видано у поліції Єлисаветграда.
За неблагонадійність був звільнений із посади секретаря поліції. Вступив до театральної трупи М. Старицького.
1884 року заарештований і засланий до Новочеркаська. Працював ковалем, пізніше відкрив палітурну майстерню. У засланні написав свою першу драму «Чабан» («Бурлака»), а також п'єси «Бондарівна», «Розумний і дурень», «Наймичка», «Безталанна».
У 1886–1887 роках опублікував п'єси «Бондарівна», «Розумний і дурень», «Наймичка», «Безталанна», «Мартин Боруля».

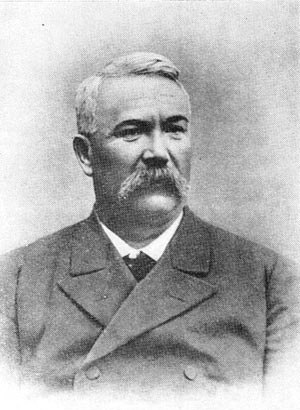
Один з останніх фотопортретів, 1905 рік

1886 року в Херсоні вийшов перший «Збірник драматичних творів» І. Карпенка-Карого.
1887 року, отримавши дозвіл на звільнення, повернувся з дружиною Софією в Україну й оселився на хуторі, названому на честь першої дружини Надії (у Єлисаветградському повіті). Нині хутір є історико-культурним заповідником.
1888 року з І. Карпенка-Карого зняли гласний нагляд. Він вступив до трупи свого брата Миколи Садовського, пізніше — до трупи іншого брата Панаса Саксаганського.
1890 року вступив до товариства українських артистів, написав комедію «Сто тисяч».
1897 року склав записку до з'їзду сценічних діячів у Москві, присвячену переслідуванню українського театру, яку з трибуни з'їзду виголосив Панас Саксаганський.

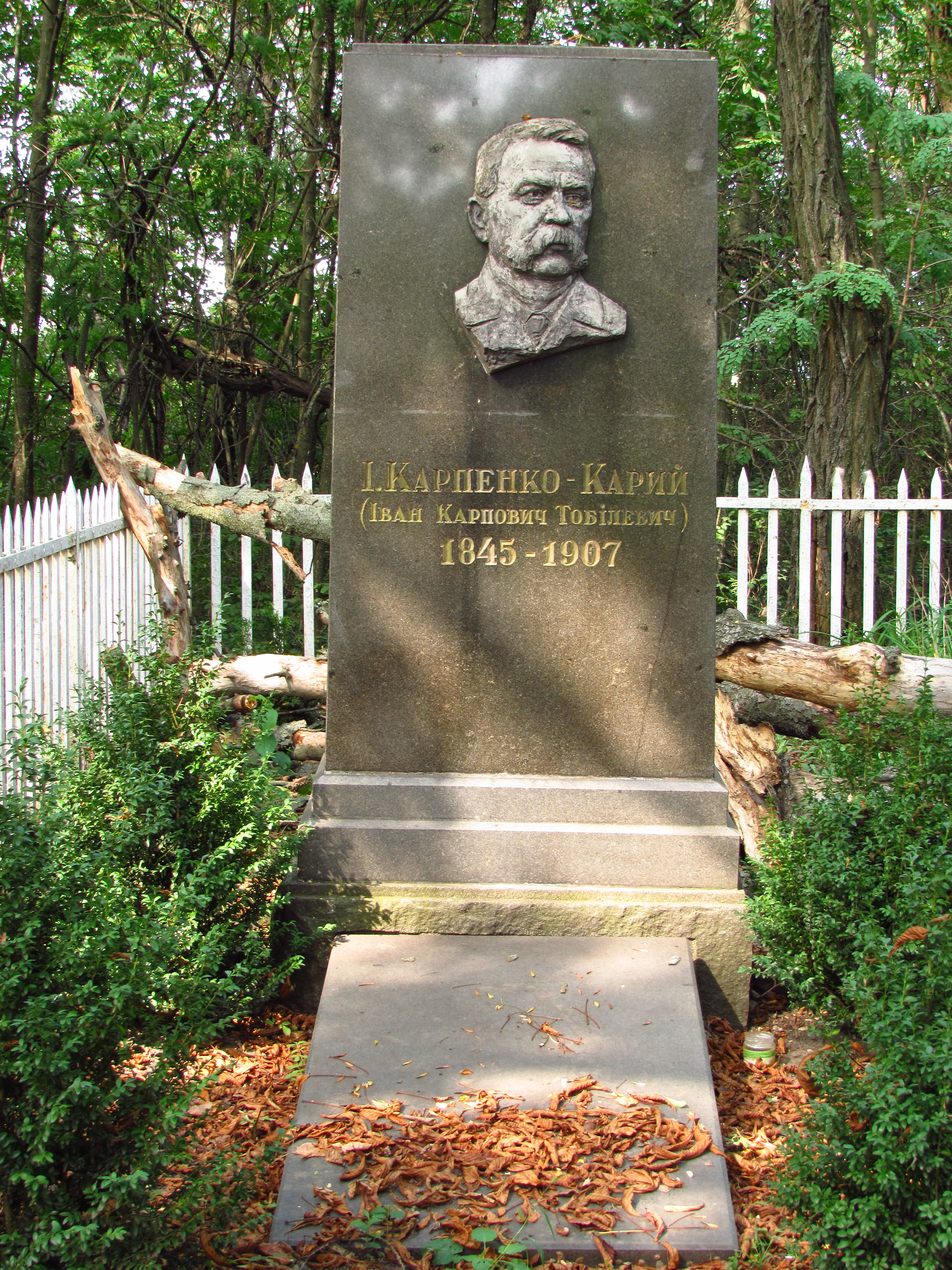
Могила драматурга

1899 року написав історичну трагедію «Сава Чалий», присвячену подіям гайдамаччини XVIII століття.
У 1900–1904 роках створив власну трупу, написав п'єси «Хазяїн», «Суєта», «Житейське море».
1906 року захворів, залишив сцену й виїхав на лікування до Берліна.
2 (15) вересня 1907 року Карпенко-Карий помер після тяжкої хвороби (рак печінки та селезінки) у Берліні, куди їздив на лікування; поховано його на хуторі Надія.

## Драматургійна творчість

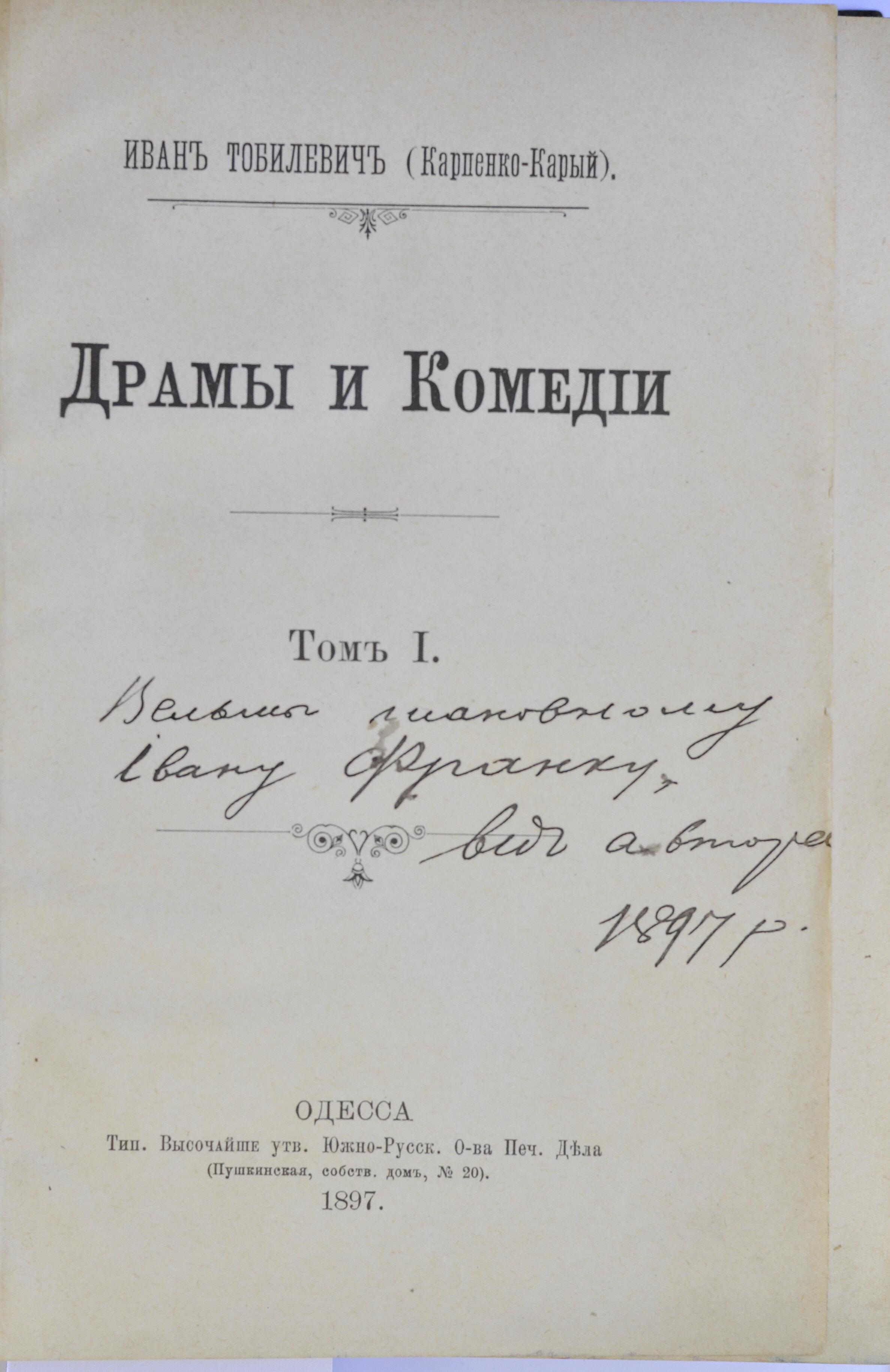

У художньому осмисленні суспільних процесів своєї доби, буття людини і світу взагалі І. Тобілевич (Карпенко-Карий) найповніше реалізував себе в жанрі комедії, яка завдяки своєрідній індивідуальній творчій манері драматурга стала самобутнім явищем в історії української культури і набула «характеру вельмиповажного театрального жанру».

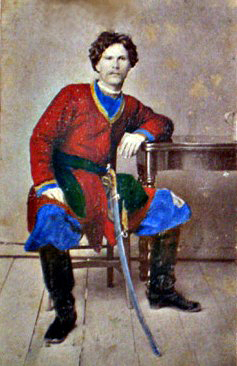
Іван Тобілевич у ролі Назара у виставі «Назар Стодоля» за драмою Тараса Шевченка. Кінець 60-х років ХІХ століття

Його «Мартин Боруля», «Сто тисяч», «Хазяїн» є класикою світової драматургії і неперевершеним взірцем[джерело?] для наступних поколінь комедіографів.
Становлення І. Тобілевича-комедіографа пов'язане з глибинними процесами у житті українського народу, його культури. Дослідники творчості І. Карпенка-Карого опираючись на мемуарні свідчення М. Кропивницького, М. Садовського, П. Саксаганського. С. Тобілевич, Є. Чикаленко не раз слушно вказували на виняткове значення етнічних джерел його комедійної творчості, засвоєння ним досвіду літературних попередників та світової літератури. Тому комедії І. Тобілевича бачаться як результат довготривалого розвитку цього жанру в українській літературі.
Саме Іван Карпенко-Карий утвердив жанр комедії в українській літературі як канонічну універсальну форму художнього зображення і моделювання найрізноманітніших проявів взаємин між людьми та організації їхнього внутрішнього світу в системі координат загальнолюдських цінностей.
Досвідчений театральний критик, теоретик і організатор театральної справи в Україні, І. Тобілевич добре розумів ідейно-тематичну та естетичну обмеженість побутово-етнографічного театру, який уже давно не відповідав новим запитам глядача, пробудженого і стрімким розвитком суспільних процесів пореформеної доби, і свіжими віяннями та злетами філософсько-естетичної думки на теренах Російської імперії, — взаємозумовленими факторами всезагального поступу. Підсумовуючи власні творчі пошуки в драматургії і загальний досвід театрального життя останньої третини XIX століття, він зафіксує у «Записці до з'їзду сценічних діячів»: «Слухач стомився дивитися на це плясове мистецтво й починає справедливо обурюватися перекручуванням життя, кажучи: у малоросійських писарчуків народ співає, танцює ціле життя, немає в них ні печалі, ні горя, ні громадських інтересів», адже «легковажний, шаблонний, жартівливий репертуар без будь-яких інтересів, що охоплюють суспільне життя даного часу, не задовольняє слухача, який очікує від театру вражень вищого порядку».
Викликати, виховати у читача (слухача, глядача) «враження вищого порядку», які б сприяли очищенню душі його, і стало основною метою, творчою настановою І. Тобілевича-комедіографа.
«Нехай лише цензура не доводить своє вето до крайнощів. нехай вона слідкує лише за тим, щоб до п'єс не потрапляло щось аморальне…і ми побачимо на сцені комедії. які будуть сприйматися з живим інтересом і дадуть добрі результати… в моральному… відношенні», — зауважує драматург. Дещо згодом, 1903 року, свою естетичну програму, І. Тобілевич втілить у художній формі устами Івана Барильчика — героя п'єси «Суєта»: «Сцена ж — мій кумир, театр — мій священний храм для мене! тільки з театру, як з храму крамарів, треба гнать і фарс, і оперетику, вони — позор іскуства, бо смак псують і тільки тішаться пороком!.. В театрі грать повинні тільки справжню літературну драму, де страждання душі людської тревожать кам'яні серця і, кору ледяну байдужості на них розбивши, проводить в духу слухача жадання правди, жадання загального добра, а пролитими над чужим горем сльозами убіляють його душу паче снігу! Кумедію нам дайте, кумедію, що бичує сатирою всіх, і сміхом через сльози сміється над пороками, і заставля людей, мимо їх волі, соромитись своїх лихих учинків!..Служить таким широким ідеалам любо! Тут можна іноді й поголодать, щоб тільки певність мать, що справді ти несеш нехибно цей стяг священний».
Очевидні джерела цієї естетичної програми І. Тобілевича. Надзвичайний ерудит і трудоголік Карпенко-Карий знав, як розумів серйозну комедію Педро Кальдерон, читав трактат Дені Дідро про серйозну комедію, був знайомий з висловами О. Пушкіна, М. Гоголя, Т. Шевченка й О. Островського.

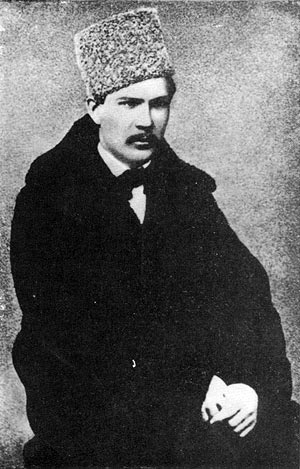
Іван Карпенко-Карий. Єлисаветград, 1871 р.

Серед 18 п'єс, що є в творчому доробку І. Тобілевича, дослідники, спираючись на авторське визначення жанру, традиційно називають 8 комедій. Хоча дві останні — «Суєта» (1903) та «Житейське море» (1904) — зарахувати до цього жанру можна лише умовно. Жанрова невизначеність характерна і для першої комедії І. Карпенка-Карого «Розумний і дурень». Ця «комедія в 5 діях» продовжила художнє дослідження І. Тобілевичем причин морального звиродніння і ницості людини під впливом спокуси, гординею, владою, грішми, розпочата п'єсами «Бурлака», «Підпанки», що також мають окремі риси комедії. Головний персонаж п'єси — Михайло Окунь — безсердечний син і брат, шахрай, зажерливий набуватель. Для нього немає нічого святого. Він порушує Господню заповіді — «не пожадай добра ближнього свого», «шануй батька й матір своїх»; хитрощами намагається позбутися з господарства свого брата Данила — втілення чеснот і совісті. (Про Данила односельці говорять, що той «і Євангеліє, і Біблію всю прочитав»), зваблює і одружується з його нареченою.
П'єса «Розумний і дурень» — зразок своєрідного осмислення вічних образів Каїна і Авеля. На думку драматурга, причиною цих вчинків Михайла стала надмірна любов та увага батьків, які несправедливо і незаслужено протиставляли своїх дітей змалку.
Карпенкознавці минулої епохи стверджували, що комедія «Розумний і дурень» започаткувала трилогію (два інших твори — «Сто тисяч» та «Хазяїн»), в якій тріумфує реалістичне. об'єктивне зображення життя, виповнене в досконалій і новій для українського театру художній формі.
«Одсунувши на задній план фабулярні моменти І. Тобілевич, — як зазначив Яків Мамонтов, — натомість висунув барвисту зарисовку побуту та правдиву реалістичну характеристику персонажів. Від цього, — наголошує дослідник, — комедійний жанр у І. Тобілевича стратив свою легкість і веселість, і наблизився до драми. про побутові комедії І. Тобілевича можна сказати те ж саме, що й про п'єси О. Островського: суто комедійні елементи в них завжди переплітаються з елементами драматичними і разом становлять ту суцільність, що підносить побутово-комедійний жанр на його вищий ступінь — на ступінь п'єси з широким соціальним змістом».
Соціальний зміст своїх п'єс І. Тобілевич вміло поглиблював життєвими джерелами — типажами взятими з єлисаветградської околиці чи й з власної родини, про що є цікаве дослідження М. Смолечука «Я взяв життя».
Значним кроком у побутово-психологічних п'єсах Карпенка-Карого, порівняно з попередниками, було подолання народницького етнографізму й мелодраматично-опереткової форми подачі матеріалу.
У європейській критиці (зокрема, слов'янських країн) знаходимо зіставлення характерів драматургії Карпенка-Карого з типами П. Гвездослава, Б. Нушича, І. Вазова. На цьому 1908 р. наголошувала основоположник болгарського театрального мистецтва Адріана Будовська. Чимало слушних міркувань щодо неординарності Карпенка-Карого як драматурга знаходимо в чеських періодичних виданнях «Злата Прага», «Звон», «Свободна земле». Про нього відгукувалися такі відомі світові особистості, як Індржі Гонзл, Ян Копецьки, Славік Бедріх та інші. Польською мовою твори драматурга перекладав відомий перекладач Е. С. Бури. Першою українською п'єсою, поставленою 1907 року у Вінніпезі (Канада), стала драма І. К. Карпенка-Карого «Бурлака», наступною — комедія «Мартин Боруля» (1908 p.), третьою — історично-побутова п'єса «Чумаки» (1910 p.). На сторінках англо- і франкомовних видань Канади було вміщено відгуки і рецензії на ці вистави. Протягом десятиріч відгуки про творчість І. Карпенка-Карого з'являлися в періодичних виданнях США, Німеччини, Австрії, Аргентини.
Вершиною всієї дореволюційної української драматургії стала трагедія «Сава Чалий» (1899, опублікована 1900 р.) Йдеться про конкретну історичну особу XVIII ст., ватажка українських повстанців, котрий перекинувся на бік ворога. В п'єсі широко відтворено картини національно-визвольної боротьби, і водночас вона сповнена високої поезії, позначена тонким психологізмом.

### Комедія «Мартин Боруля»
Започатковує блискучий ряд «серйозних комедій» І. Тобілевича «Мартин Боруля» (1886), твір з багатьох точок зору показовий. Темою п'єси послужило таке досить поширене явище, як бажання представників приниженого і обмеженого в правах третього стану перейти за допомогою грошей у стан вищий, прагнення багатого селянина дорівнятися до дворянства. Ситуація відома ще від «Міщанина — шляхтича» Ж.-Б. Мольєра і нашої давньої сатири «Доказательства Хама Даніеля Кукси потомственні». Тільки у І. Тобілевича прагнення Мартина «вийти на дворянську лінію» — це спроба самозахисту «маленької людини» у несправедливому суспільстві.
Гуманістична позиція автора чітко виявляється в зальній концепції твору, що виражає його співчуття й любов до людини, турботу за її долю і розкривається у виборі дійових осіб та їх характеристиках, в ремарках, структурі комедії, авторських завершеннях. В. Вієвський у брошурі «Поетика комедійності „Мартина Борулі“ І. Карпенка-Карого» детально виписав засоби та прийоми, якими користувався комедіограф.
На прикладі образу головного героя — Мартина Борулі І. Тобілевич розкриває конфлікт здорової народної моралі з «манією» дворянства, породжений відстоюванням ним своєї людської гідності. Автор до мінімуму звів роль комедійної інтриги, віддавши перевагу внутрішній дії. Конфліктну ситуацію драматург виводить не стільки з зовнішніх причин, скільки з внутрішнього стану персонажу — нестримного прагнення довести, що ні чим не гірший від «приймака Красовського». Така заглибленість у душу людини надає камерності звучання комедії, відтворює складні внутрішні почуття та психологічні колізії, визначає трагікомізм образу.
І.Карпенко-Карий показує до чого може призвести людину ігнорування здорової народної моралі і одночасно утверджує високі етичні норми образами людей, які не цураються землі, праці на ній, свого походження, національних звичаїв і традицій (Гервасій Гуляницький, його син Микола), які випромінюють нехитру народну мудрість (Омелько). Позиція автора зумовила типові узагальнення комедії, проникливий аналіз людських стосунків та характерів, соціальну детермінованість конфліктів і перипетій, вчинків і розв'язок. До речі, в «Мартині Борулі» проглядаються ситуації з «Ревізора», коли зібралися гості, а жених поїхав, з «Одруження Фігаро» — сама втеча жениха. Основою типізації характерів і обставин у цій п'єсі є загальнолюдський зміст таких категорій як честь, гідність, добро — з одного боку та підступність, пристосуванство, егоїзм, зло — з другого. Звідси і наявність трагікомічних елементів у творі.

### Комедії «Сто тисяч» та «Хазяїн»
Наступним етапом у становленні соціально-психологічної комедії Івана Карпенка-Карого стали «Сто тисяч» та «Хазяїн», у яких в динаміці подано єдиний психологічний тип людини, одержимої жадобою збагачення. Цей тип також давно відомий в літературі — Скупий лицар в Олександра Пушкіна, Плюшкін — у Миколи Гоголя, Гобсек — в Оноре де Бальзака. Якщо названі класики лише роблять припущення про те, що призвело їхніх героїв до певного психологічного стану, абсурдності дій, то Іван Тобілевич розкриває проблему детально.
Герасим Калитка і Терентій Пузир — це той же Боруля, що дошукується певної форми самозахисту власної гідності, тільки з тією різницею, що Мартин Боруля перебуває в полоні ілюзії дворянства паперового, а ті — ілюзії, пов'язаної з накопиченням матеріальних благ. В основу обох п'єс покладено подвійну конфліктну лінію.
Перший план драматичної дії в «Ста тисячах» — сюжетна лінія грошей («Гроші» — первісна назва цієї п'єси), яка знаходить своє вираження: Калитку обдурено, він виявляє обман і зі словами «краще смерть, ніж така потеря» вішається, але Бонавентура Копач та домашні рятують його. Ця трагікомічна кінцівка й дає повне логічне закінчення інтризі.
У «Хазяїні» до логічного завершення — «пузир» лопнув, лопнула йому печінка, гнійник, зараження крові, призводить лінія пов'язана з махінацією приховуванням чужих овець. Отже, теж трагічна розв'язка. Також смерть. А смерть у комедії можлива у одному варіанті і жанрі — в гротеску. Іван Карпенко-Карий першим в українській драматургії, власне в літературі першим після «Енеїди» Івана Котляревського, вживає цей прийом.
Та все ж і в «Ста тисячах» і в «Хазяїні» основною є інша, прихована за зовнішньою, сюжетна лінія — показ морального звиродніння стяжателя. Образи Калитки і Пузиря — далеко не однозначні. Це люди праці, трудівники-трудоголіки, що як і сам автор знають: «без праці немає життя» (Т.3, С.340). Кожен з них по суті — нормальний чоловік, у котрого з дитинства сформовані естетичні почуття, зумовлені народним світоглядом. Тільки виражаються ці почуття по-різному. Наприклад, Герасим Калитка у п'єсі «Сто тисяч» розкриває свою ліричну натуру монологом про землю: «Ох, земелько, свята земелько — Божа ти донечко! Як радісно загрібати тебе до купи, в одні руки… Легко по своїй землі ходить. Глянеш оком навколо — усе твоє: там череда пасеться. там орють на пар, а тут зазеленіла вже пшениця і колосується жито…».
Більшість дослідників Івана Карпенка-Карого (С. Єфремов, Я. Мамонтов, Л. Стеценко, Л. Дем'янівська та ін.) розглядають і образ Терентія Пузиря (п'єса «Хазяїн»), як безмежно жадібного до наживи мільйонера-землевласника. А якщо придивитися уважніше, то можна також розгледіти ліричну душу героя зі специфічним виявом поетичної удачі. перемагаючи гострий біль, коли йому залишилося жити не більше двох — трьох днів, з перекошеним від мук обличчям, він говорить: «одна овечка, з послідніх, біленька з курдючком — має поранений хвостик; друга — чорненький лоб — шкандибає не праву задню ніжку; нехай Карпо обдивиться, щоб часом не загинули — шкода худоби…».
Чи не здається, що Іван Тобілевич сценою огляду овечок хотів показати — Пузир, між іншим, тонка лірична натура, здатна бачити у буденному прекрасне, дуже любить пісні, музику, а всі інші риси характеру є домінуючими і переважають у всіх його вчинках лише через обставини, зумовлені життям?

### П'єса «Паливода XVIII століття»
І. Карпенко-Карий завжди був сміливим експериментатором драматичних форм, в тому числі й у галузі комедіографії.
Так п'єса «Паливода XVIII століття», яку дослідники трактують як повернення до романтично-побутового театру, насправді ж є чуйною стилізацією форм і мотивів народного театру. Драматург не боїться буквально зупинити фабульний розвиток дії, щоб розіграти невеличкий анекдот. Ця комедія — своєрідний «монтаж атракціонів», до якого мистецтво дійде у 20-ті роки XX століття через Ейзенштейна, Меєргольда і Брехта.
Тут же І.Карпенко-Карий вдається до дивовижного на ті часи в українській драматургії прийому «театр у театрі», беручи за вихідний поштовх для власної творчої фантазії діалог з «Приборкання непокірної» Шекспіра, з п'яним лудильником Пройдом, якого збудивши, жартома оголосили лордом. Цей драматичний хід пов'язаний з бароковим світосприйманням (недарма в назві — звучить XVIII ст.). У цьому безліч іронії і концентрованої ілюзії. Ця гра з життям і в життя є універсальною моделлю людської поведінки, а уява про життя, як про сон і про сон, як життя проростає через епоху Відродження аж у Середньовіччя. Таким чином родовід «Паливоди…» корінням сягає Кальдерона, Корнеля, Маріво, а далі йде до Піранделло, Жене і «Фараонів» О. Коломійця.

### Комедія «Чумаки»
Своєрідним калейдоскопам інтермедійних сюжетів стала комедія «Чумаки», цементуючим початком якої став образ Віталія — «премудрого Соломона», як його називають односельці. Він з'ясовує для себе сутність своїх земляків. Для цього І. Тобілевич в п'єсі подає типи простих селян. І ми зробимо висновок, що автор не любить найбідніших бідняків — люмпенів. Не любить за їхню темність й відсутність людської гідності, за лінощі й жорстокість, непередбачливість і полохливість, жадібність і нечуйність — за відсутність елементарних чеснот.
В останньому акті «Чумаків» Віталій, випробовуючи односельців, прикинувся пограбованим і розореним. Він просить у братів і сестер во Христі відстрочки повернення їм грошей, вкладених у чумачку. Ті ж чинять розправу. Розлючений, осатанілий натовп готовий роздерти його на шматки. Тоді Віталій знімає з себе черес, наповнений грішми, і дражнить ним земляків, як зграю скажених собак.

## П'єси

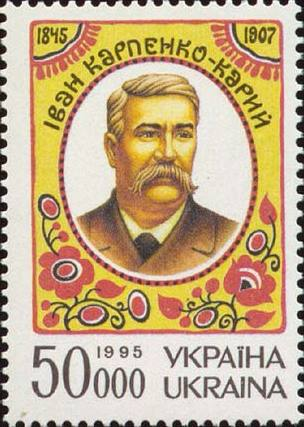
Карпенко-Карий на поштовій марці 1995 р.

Усього І. Карпенко-Карий написав 18 п'єс:
- Бурлака [Архівовано 19 лютого 2019 у Wayback Machine.] (1883)
- Безталанна  (1884)
- Бондарівна [Архівовано 19 лютого 2019 у Wayback Machine.] (1884)
- Розумний і дурень [Архівовано 19 лютого 2019 у Wayback Machine.] (1885)
- Наймичка (1885)
- Мартин Боруля (1886)
- Гроші (1889)
- Сто тисяч (1889)
- Батькова казка (1892)
- Паливода XVIII століття [Архівовано 19 лютого 2019 у Wayback Machine.] (1893)
- Лиха іскра поле спалить і сама щезне (1895)
- Понад Дніпром (1897)
- Чумаки [Архівовано 27 вересня 2020 у Wayback Machine.] (1897)
- Сава Чалий [Архівовано 19 лютого 2019 у Wayback Machine.] (1899)
- Хазяїн (1900)
- Гандзя (1902)
- Суета (1903)
- Житейськеє море (1904)
- Карпенко-Карий І. П’єси / І. Карпенко-Карий (Тобілевич). — Київ : Держ. вид-во худож. літ., 1949. — 379 с. : портр. — (Колхозная библиотека). [Архівовано 19 вересня 2020 у Wayback Machine.]

### Екранізовані
Автор багатьох п'єс, які було екранізовано:
- Мартин Боруля (1953, реж. О. Швачко),
- Наймичка (1964, реж. І. Молостова, В. Лапокниш),
- Сто тисяч (1957, реж. В. Іванов),
- Хазяїн (1976, реж. Ю. Некрасов, А. Ріпко)
- Житейське море (1983, реж.  Алла Бабенко, Василь Вітер)

## Значення для України
Іван Франко писав про Івана Карпенка-Карого:

Чим він був для України, для розвою її громадського та духовного життя, се відчуває кожний, хто чи то бачив на сцені, чи хоч би лише читав його твори; се розуміє кожний, хто знає, що він був одним із батьків новочасного українського театру, визначним артистом та при тім великим драматургом, якому рівного не має наша література.

## Пам'ять
|                                                      |  |  |
| Ювілейна монета НБУ присвячена Івану Карпенко-Карому |  |  |

На честь Івана Тобілевича названо Київський національний університет театру, кіно і телебачення імені Івана Карпенка-Карого.